# A rendőrség száma 110
A rendőrség száma 110 (németül: Polizeiruf 110) német nyelvű bűnügyi tévéfilmsorozat.
A rendőrség száma 110 egy német krimi sorozat, amely az NDK-ban indult a nyugatnémet Tetthely párjaként. Az első adás 1971. június 27-én volt. Kezdetben fekete-fehérben készültek az epizódok, a 14. rész (Arcok hajnalban) volt az első színes epizódja a sorozatnak. Az olyan nyugatnémet sorozatoktól eltérően, mint a Derrick és Az Öreg, A rendőrség száma 110 témája nem mindig volt a gyilkosság. Lopásról, rablásról, alkoholfogyasztásról, emberrablásról, csalásról, nemierőszakról és gyermekbántalmazásról is szó esett, gyakran moralizáló árnyalattal, amely elárulta az NDK cenzúrájának kezét. A német egyesítés után folytatták A rendőrség száma 110-et. A Tetthely után ez a legfontosabb krimisorozat, és minőségében és formatervezésében egyenértékű. Akárcsak a Tetthely, úgy A rendőrség száma 110-et is különböző városokban rendezik, saját nyomozócsoportokkal. Kezdetben megtörtént bűneseteket mutattak be. Az epizódok már nem korlátozódnak az egykori NDK területére, hanem Lengyelországból, Bajorországból és Ausztriából is származnak.
Nem sokkal a sorozat kezdete előtt az állam- és pártfő, Erich Honecker panaszkodott az unalmas műsor miatt a berlini Adlershof stúdiótól, és több szórakozást követelt. A nyugati televíziós műsorok vonzerejét a szocialista állami rádió saját kínálata akarta csökkenteni. Tartalmilag kiegyensúlyozó volt, mert valójában a bűncselekmények ábrázolása és kezelése nem felelt meg az ideológiailag kívánt társadalomképnek. Ennek ellenére a sorozat szerzőinek, mint például Eberhard Görnernek sikerült olyan kritikus témákkal foglalkozniuk, amelyek egyébként meglehetősen tabunak számítottak az NDK-ban, és beillesztettek néhány ütést a vonalhoz hűségesek rovására.
Az újraegyesítés után a televíziós sorozat megállapodott a német televíziós környezetben. 2011-ben átlagosan 16 százalékos (medián: 14,7 százalék) piaci részesedést ért el a három éves és idősebb nézők célcsoportjában.

## Története

### Az NDK-ban (1971–1989)
Az NDK televízió által készített epizódokban nem volt állandó nyomozócsoport; az aktív kriminalisták összetétele nagyrészt véletlenszerű és minta nélküli volt. A közös elem azonban az volt, hogy azokban az epizódokban, amelyekben Fuchs vagy Hübner főhadnagy szerepelt, mindig ő volt a főnyomozó. A szakirodalom azt állítja, hogy ennek a folytonossági hiánynak az az oka, hogy az egyes színészeknek időnként nagyon időigényes egyéb elköteleződéseik voltak, mint például Peter Borgeltnek a Berlini Német Színházban. Ezért az epizódokat szándékosan úgy írták meg, hogy az egyes nyomozók nem feltétlenül rögzítettek, hanem könnyen felcserélhetők egymással. Emiatt a nyomozók magánélete ritkán volt része egy epizódnak.
A helyszínek az egész NDK-ban, a Balti-tengertől az Érchegységig terjedtek, függetlenül az érintett nyomozóktól. Az első 15 évben soha nem határozták meg kifejezetten vagy említik őket név szerint, de néha a körülményekből ki lehetett következtetni. Ez a szupraregionális nyomozócsoport konstellációja nem felelt meg az NDK kriminalista valóságának, legalábbis az egyszerű bűncselekmények esetében.

### Társadalomkritika és cenzúra
A rendőrség száma 110 az NDK televízió egyik olyan műsora volt, amelyben nyíltan, bár nevelő jelleggel foglalkoztak a problémákkal és sérelmekkel. A rablásról és a gyilkosságról azzal a megszorítással lehetett beszámolni, hogy a nézőknek továbbra is az legyen az érzése, hogy egy stabil országban élnek. A német néprendőrség tökéletes felderítő munkája tehát egy kis propaganda volt.
Wolf Biermann 1976-os emigrációja után, amikor az NDK-s televízió nagyobb politikai irányítás alatt állt, a már legyártott epizódok egy részét meg kellett vágni, néhányat súlyosan, (például a Der Einzelgänger (magyarul: A magányos) című 64. rész, ami a sorozat több mint 60 perces epizódjaival ellentétben csak 48 perc hosszúságú, ami erős vágásra utal, valamint az AB vércsoport című 7. rész, ami csak 44 perc hosszúságú (ez utóbbi jelenleg a sorozat legrövidebb epizódja)).
Az NDK-s időkben forgatott epizódok mind a 153 forgatókönyvét előzetesen jóvá kellett hagyni. Többek között az olyan hanyag üdvözléseket, mint a "Hé, főnök", kijavították és visszautasították azzal a megjegyzéssel, hogy nem Főnöknek, hanem őrnagy elvtársnak hívják. Ráadásul a néprendőröket sem engedték túl kedvezőtlenül ábrázolni, például azzal, hogy nem dohányoznak. A néprendőrség teljes körű támogatást nyújtott a forgatás során a technikai eszközökkel és a személyzettel, és szükség esetén bilincseket, de rendőri Wartburgokat, helikoptereket vagy személyszállítókat is biztosított.
Gyakran előforduló motívum – különösen az elkövetői oldalon – az alkoholfogyasztás volt, amely az NDK-korszakban jelentős társadalmi problémát jelentett, de a médiában általában csak nagyon enyhén foglalkoztak vele. Az alkoholt a bűnözés kifejlődéséhez hozzájáruló tényezőként mutatták be, de soha nem használták kifogásként.
Az 1988-as A keresztrejtvény-eset című epizód az NDK történetének egyik leghíresebb bűnügyét, a hétéves Lars Bense 1981-ben Halle-Neustadtban történt szexuális meggyilkolását dolgozza fel, amely Keresztrejtvény-gyilkosságként vált ismertté.

### Főcímek
A sorozatnak több főcímváltozata is volt 1989-ig. Az első filmekben a nyitórész elején a 110-es segélyhívó számot tárcsázó telefon látható; akkor látunk egy műveleti központot, ahol egy férfi fogadja a segélyhívást. Ezt követik egy rendőrautóról és egy szimatoló kutyáról készült felvételek, és példaként mutatják be a rendőrség oknyomozó munkáját. A későbbi nyitórészekkel ellentétben itt a "Polizeiruf 110" (A rendőrség száma 110) címét írták ki, és név szerint sorolták fel a nyomozókat alakító színészeket. Néhány epizód után a zenét lecserélték, de a felvételeket továbbra is felhasználták.
1973-ban az első színes epizódtól (Arcok hajnalban) egy új nyitórész is megjelent Hartmut Behrsing zenéjével. Kezdetben több mentőjármű hagyja el a főhadiszállást. Ezt követik Arndt, Fuchs, Hübner és Subras nyomozók akció közbeni felvételei. A nyitórészek egy részét a következő fekete-fehér epizódokban is felhasználták, és 1980-ig voltak láthatók. A sorozat címét már nem adják meg teljes egészében, csak a 110-es számjegyeket lehet látni.
1981-ben egy új főcímzenét vezettek be, amelyet szintén Hartmut Behrsing komponált, és minimális változtatásokkal a sorozat végéig megmaradt a DFF-nél. A nyitó  jelenet több, kék lámpával közlekedő segélyszállító járművel kezdődik. Különböző szekvenciák következnek, amelyekben a nyomozók láthatók munkában. Az elején Bergmann főhadnagy látható Arndt, Fuchs és Hübner mellett; a későbbi epizódokban Grawe és Zimmermann. A crossover "Testvérek között" epizód kivételével ismét csak a 110-es számok jelennek meg.

### A fordulópont (1989–1991)
Valószínűleg egyetlen sorozathoz hasonlóan A rendőrség száma 110 is az újraegyesítésének idejét tükrözi, bár csak három rész (Testvérek között, A párbaj és a Thanner új munkája) utal közvetlenül az eseményekre. A változtatásokat a legtöbb esetben észrevétlenül építették be a filmekbe: például a (Tod durch elektrischen Strom (magyarul: Halál elektromos áram által) című 141. részben egy pártszlogen lóg ferdén a falon, továbbá az NDK fővárosában a preferált lakásépítést kritizálják. A Zerstörte Hoffnung (magyarul: Megsemmisült remény) című 145. részben Hübner azt válaszolja két tanárnak, hogy "biztosan el tudja képzelni, hogy az ember csak a képességei és nem a hozzáállása alapján vállalhat szakmát" – ez a kijelentés csak Erich Honecker leváltása után vált lehetségessé. Szóba került az „asszociatív bűnözés”, a jobboldali szélsőségesség és a német újraegyesítés utáni társadalmi problémák is. Egyes filmekben azonban az ábrázolt cselekmény már nem illett az akkori NDK-s helyzethez. Ezért a cselekmény időpontját olykor úgy mutatták be, hogy a történet az NDK-ban játszódik a kommunizmus bukása előtt (Halál elektromos áram által című rész). A gyors társadalmi változások miatt az új filmek cselekményei akkoriban olykor anakronisztikusnak és elavultnak tűntek, alig néhány héttel a forgatás után, amikor először vetítették őket. 
Az Allianz für Knete (magyarul: Szövetség a tésztáért) című 145. résztől  a nyomozók a nyugatnémet köztisztviselőinek megfelelő új besorolást kaptak, és a közelgő esetleges közszolgálati kinevezést gyakrabban emlegetik az alárendelt kitételekben (pl.: Todesfall im Park (magyarul : Halál a parkban című rész)). 
Az Untern Brüdern (magyarul: Testvérek között) című 142. részben most először játszik kulcsszerepet két nyugatnémet (Tetthely) felügyelő, de továbbra is a rendőrségi nyomozók kezében van a gyeplő, és önálló döntéseket hoznak a területükön. A film azonban nem nélkülözi a kliséket: Fuchs teljesen részeg, amikor Nyugatra érkezik – ami teljesen nem jellemző rá –, és testvéri csókot küld Schimanskinak és Thannernek (az NDK-ban ez teljesen szokatlan volt). Schimanski az NDK-t is "zónaként" emlegeti. Ebben a filmben a rendőrség a bűnözőket határozottan megkülönbözteti a Stasi alkalmazottaitól. A Stasi Dörfler ezredese (Ulrich Thein) a régi NDK-t képviseli, amelyet a megújulás markában tartanak Fuchs alakjában. A Párbajban is ott van ez az egyértelmű elhatárolás (Beck és Böhme Stasi Reuter ezredes ellen), aminek az a célja, hogy lehetővé tegye a rendőri megbízottak számára az egységes Németország felé való átállást. A Stasi által 1989 őszén hozott intézkedéseket élesen bírálta Beck. Azt is bemutatja, hogyan kell a rendőrségnek – Beck formájában – alkalmazkodnia az új időkhöz és az állampolgári jogok új megértéséhez. Lehet, hogy pl. B. A tanúkat többé nem egyszerűen „biztosítják”; a nyomozóknak most személyesen kell meglátogatniuk őket („… hogyan kell így működnünk?”). A Das Duell (magyarul: A párbaj) című 143. rész azon kevés filmek egyike, amelyben az 1989 őszi eseményeket a demokratizálódott NDK szemszögéből dolgozzák fel.
A Thanners neuer Job (magyarul: Thanner új munkája) című 153. rész először nyújt pánnémet nézetet. Thannerrel az NDK nyomozói egy nyugatnémet feletteshez jutnak, aki azonban nagyon kiegyensúlyozottnak tűnik. A régi NDK-t a régi felsőbbrendű Fuchs példájával kezelik, aki a Testvérek közöttben még ábrázolhatta a progresszív NDK-t. Már nem ő a munkacsoport vezetője, és a fiatalkorú bűnözők felett már nincs hatalma, hanem megalázzák őt. A film végén némán lemondott, tudván hogy az új államban feleslegessé vált.
Az újraegyesítés éveiben A rendőrség száma 110 részek főcíme ismét többször módosult: 1989-től a címadó zenét némileg megváltoztatta Hartmut Behrsing. Ez a verzió megmaradt, amikor 1991-ben egy teljesen új főcímet hoztak létre. A divatnak megfelelően szinte teljesen eltűntek az NDK-ra jellemző dolgok: csak a Német Szövetségi Köztársaságból származó autókat látni, és minden NDK-szimbólumot eltávolítottak. A főcímeket azonban nem használták fel következetesen, így a régi folyamatosan felbukkant. Egyes esetekben a régi főcímeket új képekkel kombinálták az adott epizódokból, és a Népi Rendőrségi helikopterből modernebb nyugatnémet helikopterrel, vagy más jelenetekkel helyettesítették.

### 1991 óta
Amikor az NDK-s DFF 1991. december 31-én megszűnt, a sorozat folytatása kezdetben kérdéses volt, mivel a sorozat nyugatnémet megfelelőjéhez, a Tetthelyhez továbbra is készültek új epizódok. 1993-ban azonban a régi A rendőrség száma 110 országos sikere miatt a sorozatot másfél év szünet után újjáélesztették. Kezdetben az új MDR és ORB, valamint az NDR, ARD műsorszolgáltatók gyártották, amelyek felváltották a DFF-et. Az ORB filmeket eredetileg az SFB-vel együtt gyártották. Az első 1993-as adás óta a sugárzás általában vasárnaponként zajlik, felváltva a Tetthelyel.
Míg az MDR eleinte a korábbi kriminalistákra, Beckre, Raabe-re, Grawe-re és Hübnerre támaszkodott, addig az ORB/SFB-ben és az NDR-ben új csapatokat (Voigt / Hoffmann és Groth / Hinrichs) használtak, de határozottan NDR-múltjuk volt. 1996-ban az MDR először új nyomozókat vezetett be Schmückével és Schneiderrel. 1997-ben elbocsátották Günter Naumannt (Beck), az utolsó nyomozót, aki az NDK-ban volt szolgálatban. Időközben az „újraegyesítés utáni” nyomozók mindegyikét nyugdíjazták: a legtovább Hinrichs volt szolgálatban (15 év alatt 31 eset), valamint a Schmücke és Schneider csapata 50 üggyel 17 év alatt.
A nyugatnémet és osztrák tévéadók produkciói viszonylag gyorsan bekerültek. Azóta a BR kivételével mindegyik kiesett. Ma mindegyik regionális műsorszolgáltatónak, jelenleg az MDR-nek, az RBB-nek (egyesített ORB és SFB), a BR-nek és az NDR-nek van saját nyomozói csoportja, amely a műsorszolgáltató felelősségi körében vizsgálódik, és általában egy városhoz kötődik.
Az új A rendőrség száma 110 koncepciója hasonló, mint a Tetthelynek: a gyilkosságokat ma már komoly bűncselekményként kezelik, de a nyomozások gyakran (a Tetthellyel ellentétben) más bűncselekményeken alapulnak (különösen az NDR és az ORB vagy az RBB filmjeiben).
Hartmut Behrsing régi jellegzetes dallamát még mindig használták a főcímekben, de most az aktuális epizódok jeleneteit mutatják be. Ezt a változatot néhány film után a címadó zenével együtt lecserélték. Az új főcímben Peter Gotthardt zenéjével először egy város erősen elidegenedett jeleneteit láthattuk. Ezt követően különböző emberek fotóiból arcokat állítottak össze, majd stilizált ujjlenyomat segítségével készítettek el egy jelzett labirintust, az ARD logót és végül a sorozat címét.
A 204. résztől (1998) egy teljesen új főcím került felhasználásra: ismét különböző epizódokból láthatóak akciójelenetek, a főcímdalt pedig Freddy Gigele új szerzeménye váltotta fel. Tíz évvel később a főcímeket némileg modernizálták: az epizódrészletek eltűntek, és kifejezetten a főcímekhez készültek új anyagok. Ráadásul a zenét másképp hangszerelték. 2019-ben a főcímeket teljesen megújították. Freddy Gigele zenéje azonban ismét csak változatos volt, így 1998 óta egy bizonyos folytonosság jött létre.
2015-ben a Das Erste egy 90 perces A rendőrség száma 110 epizód átlagos költségét 1,395 millió euróra tette (15 500 euró/perc).

## Nyomozók

### A jelenlegi nyomozók
| Kezdés éve | TV-adó | Nyomozók                                                               | Kép                               | Kisebb szerepek | Színészek | Város | Epizódok száma                         |
| ---------- | ------ | ---------------------------------------------------------------------- | --------------------------------- | --- | --- | --- | -------------------------------------- |
| 2010       | NDR    | Alexander „Sascha“ Bukow és K König                                    | Charly Hübner · Anneke Kim Sarnau | Henning Röder, Anton Pöschel, Volker Thiesler                                                                                      | Charly Hübner, Anneke Kim Sarnau, Uwe Preuss, Andreas Guenther, Josef Heynert                                                                       | Rostock | 23                                     |
| 2011       | RBB    | Olga Lenski, Horst Krause (8. epizódig) és Adam Raczek (9. epizód tól) | Maria Simon · Lucas Gregorowicz   | Karol Pawlak (főnök), Komisarz Wiktor Krol, Starszy Aspirant Edyta Wisniewski (mind 9. epizódtól), Wolfgang Neumann (1. epizódtól) | Maria Simon, Horst Krause (2011–2015), Lucas Gregorowicz (2015-től), Robert Gonera (2015-től), Klaudiusz Kaufmann (2015-től), Fritz Roth (2015-től) | Rendőrkapitányság Potsdamban , ügyek Brandenburgban (8. epizódig); Rendőrkapitányság Świeckoban (Słubice közelében), német-lengyel rendőrkapitányság (9. epizódtól) | 18, ebből 8 Krauseval,10 mit Raczekkal |
| 2013       | MDR    | Doreen Brasch                                                          | Claudia Michelsen                 | Jochen Drexler (5. epizódig), Dirk Köhler (epizód 6–11), Uwe Lemp, Mautz (epizód 1, 3–6), Günther Marquez (12. epizódtól )         | Claudia Michelsen, Sylvester Groth (2013–2015), Matthias Matschke (2015–2019), Felix Vörtler, Steve Windolf (2013–2016), Pablo Grant (2020-tól)     | Magdeburg | 14, ebből 5 Drexlerrel, 6 Köhlerrel    |
| 2019       | BR     | Elisabeth „Bessie“ Eyckhoff                                            | Verena Altenberger                | Wolfgang Maurer (epizód 1 és 2) | Verena Altenberger, Andreas Bittl (2019–2020) | München | 2                                      |

### A volt nyomozók listája

#### Deutscher Fernsehfunk (DFF) / Fernsehen der DDR
| Év        | Nyomozók             | Színészek (magyar hanggal)                                                               | Epizódok száma   |
| --------- | -------------------- | ---------------------------------------------------------------------------------------- | ---------------- |
| 1971–1991 | Peter Fuchs          | Peter Borgelt (Hadics László/Láng József/Gruber Hugó)                                    | 85               |
| 1971–1983 | Vera Arndt           | Sigrid Göhler (Margitai Ági/Kovács Zsuzsa)                                               | 47               |
| 1972–1994 | Jürgen Hübner        | Jürgen Frohriep (Somogyvári Rudolf/Fülöp Zsigmond/Mécs Károly/Bitskey Tibor/Láng József) | 65, ebből 64 DFF |
| 1971–1973 | Helga Lindt          | Karin Ugowski                                                                            | 2                |
| 1973–1977 | Lutz Subras          | Alfred Rücker (Kovács István/Téri Sándor)                                                | 28               |
| 1978–1980 | Woltersdorf          | Werner Tietze (Somhegyi György/Végvári Tamás)                                            | 8                |
| 1981–1991 | Manfred Bergmann     | Jürgen Zartmann (Versényi László)                                                        | 5                |
| 1982–1988 | Wolfgang Reichenbach | Friedhelm Eberle (Gruber Hugó/Koroknay Géza)                                             | 6                |
| 1983–1991 | Lutz Zimmermann      | Lutz Riemann (Konrád Antal/Gruber Hugó)                                                  | 25               |
| 1986–1995 | Thomas Grawe         | Andreas Schmidt-Schaller (Blaskó Péter/Juhász Jácint/Mihályi Győző)                      | 32, ebből 30 DFF |
| 1987–1991 | Wolfgang Dillinger   | Wolfgang Dehler                                                                          | 2                |
| 1987–1988 | Reger                | Klaus Gendries                                                                           | 2                |
| 1987–1988 | Becker               | Jörg Hengstler                                                                           | 2                |
| 1988–1997 | Günter Beck          | Günter Naumann (Gruber Hugó)                                                             | 11, ebből 6 DFF  |
| 1989      | Ikser                | Anne Kasprik                                                                             | 1                |
| 1989      | Klaus König          | Thomas Schuch                                                                            | 2                |
| 1991–1994 | Joachim Raabe        | Michael Kind                                                                             | 3, ebből 1 DFF   |

#### ARD és ORF
| Kezdés éve | Vége | TV-adó   | Nyomozók | Kép                                                                          | Kisebb szerepek               | Színészek | Város                                        | Epizódok száma                                                    |
| ---------- | ---- | -------- | --- | ---------------------------------------------------------------------------- | ----------------------------- | --- | -------------------------------------------- | ----------------------------------------------------------------- |
| 1972       | 1994 | MDR      | Jürgen Hübner és Joachim Raabe (epizód 64, 66 és 67)                                                                                   |                                                                              |                               | Jürgen Frohriep, Michael Kind (1991–1994)                                                                                             | Lipcse                                       | 67, ebből 2 MDR                                                   |
| 1986       | 1995 | MDR      | Thomas Grawe |                                                                              |                               | Andreas Schmidt-Schaller | Halle an der Saale, Drezda                   | 32, ebből 2 MDR                                                   |
| 1988       | 1997 | MDR      | Günter Beck |                                                                              | Martin Markwardt (epizód 9)   | Günter Naumann, Til Schweiger (1995),                                                                                                 | Türingia, Szász-Anhalt, Szászország          | 11, ebből 5 MDR                                                   |
| 1993       | 1998 | ORB, SFB | Tanja Voigt, Jens Hoffmann (5. epizódig)                                                                                               | Katrin Sass                                                                  | Jürgen Kochan (epizód 3)      | Katrin Sass, Dirk Schoedon (1993–1995), Michael Greiling (1994)                                                                       | Potsdam                                      | 10                                                                |
| 1994       | 2009 | NDR      | Jens Hinrichs, Kurt Groth (14. epizódig), Holm Diekmann (epizód 15–19), Tobias Törner (epizód 20–24) és Markus Tellheim (epizód 25–31) | Uwe Steimle · Kurt Böwe                                                      |                               | Uwe Steimle, Kurt Böwe (1994–2000), Jürgen Schmidt (2000–2002), Henry Hübchen (2003–2005), Felix Eitner (2006–2009)                   | Schwerin                                     | 31                                                                |
| 1994       | 1998 | SDR      | Vera Bilewski | Angelica Domröse                                                             |                               | Angelica Domröse | Ichtenheim, Heilbronn                        | 3                                                                 |
| 1994       | 1995 | ORF      | Gerhard Walleck és Sandra Schneider |                                                                              |                               | Helmut Berger, Andrea Eckert | Bécs                                         | 2                                                                 |
| 1995       | 2004 | WDR      | Karl-Heinz Küppers és Sigurd „Siggi“ Möller                                                                                            | Oliver Stritzel                                                              |                               | Oliver Stritzel, Martin Lindow | Volpe (fiktív)                               | 8                                                                 |
| 1996       | 2013 | MDR      | Herbert Schmücke, Herbert Schneider és Nora Lindner (43. epizódtól)                                                                    | Jaecki Schwarz                                                               |                               | Jaecki Schwarz, Wolfgang Winkler, Isabell Gerschke (2010–2013)                                                                        | Halle (Saale)                                | 50, ebből 8 Lindnerrel                                            |
| 1997       | 2000 | BR       | Dr. Silvia Jansen | Gaby Dohm                                                                    | Jürgen Tauber (epizód 3, 5–6) | Gaby Dohm, Edgar Selge (1998–2000) | Nürnberg, München                            | 6                                                                 |
| 1998       | 2002 | HR       | Rene Schlosser, Carol Reeding, Robert Grosche (1998–2001) és Simone Dreyer (2002–2003)                                                 | Oliver Stokowski bei der Verleihung des Grimme-Preises 2014 · Barbara Rudnik |                               | Dieter Montag, Chantal de Freitas (1998–2000), Dennenesch Zoudé (2001–2003), Oliver Stokowski (1998–2001), Barbara Rudnik (2002–2003) | Offenbach am Main                            | 6, ebből 4 Groscheval, 2 Dreyerrel                                |
| 1999       | 2015 | ORB, RBB | Horst Krause, Wanda Rosenbaum (4. epizódig), Johanna Herz (epizód 5–16), Tamara Rusch (epizód 18) és Olga Lenski (epizód 17–25)        | Horst Krause                                                                 |                               | Horst Krause, Jutta Hoffmann (1999–2002), Imogen Knogge (2002–2010), Maria Simon (2011–2015), Sophie Rois (2012)                      | Rendőrkapitányság Potsdamban, Brandenburgban | 25, ebből 4 Rosenbaummal, 12 Herz-cel, 8 Lenskivel, egy Rusch-sal |
| 2001       | 2009 | BR       | Jürgen Tauber és Jo Obermaier | Edgar Selge · Michaela May                                                   |                               | Edgar Selge, Michaela May | München                                      | 17                                                                |
| 2004       | 2008 | HR       | Thomas Keller | Jan-Gregor Kremp                                                             |                               | Jan-Gregor Kremp | Bad Homburg vor der Höhe                     | 4                                                                 |
| 2009       | 2010 | BR       | Ulrike „Uli“ Steiger és Friedrich Papen (epizód 1)                                                                                     | Stefanie Stappenbeck                                                         |                               | Stefanie Stappenbeck, Jörg Hube (2009)                                                                                                | München                                      | 3, ebből egy Papennal                                             |
| 2011       | 2018 | BR       | Hanns von Meuffels, Anna Burnhauser (5. epizódig)                                                                                      | Matthias Brandt · Anna Maria Sturm                                           |                               | Matthias Brandt, Anna Maria Sturm (2011–2013)                                                                                         | München                                      | 15, ebből 5 Burnhauserral                                         |

## Epizódok

### Magyarországon bemutatott epizódok
A sorozathoz forgatott, de aztán Németországban is önálló filmként sugárzott epizódoknak nincs számozása.
| Epizódszám | Cím                                                               | Magyar bemutató      | Nyomozó                                                                        | Megjegyzés |
| ---------- | ----------------------------------------------------------------- | -------------------- | ------------------------------------------------------------------------------ | --- |
| 1.         | A Lisa Murnau-eset                                                | 1972. szeptember 13. | Peter Fuchs és Vera Arndt                                                      | |
| 2.         | Nyomozás az ócskavas körül                                        | 1974. június 18.     | Peter Fuchs és Vera Arndt                                                      | Ez a rész Németországban elveszettnek számít. |
| 3.         | A maszk                                                           | 1975. november 4.    | Peter Fuchs és Vera Arndt                                                      | Ez a rész Németországban elveszettnek számít. |
| 4.         | Az elégett nyom                                                   | 1974. május 12.      | Peter Fuchs és Vera Arndt                                                      | |
| 6.         | Halott a mederben                                                 | 2024. július 5.      | Peter Fuchs és Vera Arndt                                                      | Ezt az epizódot Magyarországon a Derrick Club Hungary Facebook csoport mutatta be feliratosan.                                                                                             |
| 7.         | AB vércsoport                                                     | 1975. szeptember 18. | Jürgen Hübner és Helga Lindt                                                   | |
| 8.         | Egy kis alibi                                                     | 1974. szeptember 18. | Peter Fuchs, Vera Arndt és Lutz Subras                                         | |
| 11.        | Éjszakai sétahajózás                                              | 1974. július 5.      | Peter Fuchs, Vera Arndt és Lutz Subras                                         | |
| 12.        | Azon az éjszakán                                                  | 1974. június 13.     | Peter Fuchs, Vera Arndt és Lutz Subras                                         | Ezt az epizódot Magyarországon mozikban mutatták be. |
| 14.        | Arcok hajnalban (Arcok szürkületben)                              | 1974. október 22.    | Peter Fuchs, Vera Arndt és Lutz Subras                                         | Ez volt a sorozat első színes epizódja. |
| 18.        | Az áruló fénykép                                                  | 1977. július 8.      | Peter Fuchs és Vera Arndt                                                      | |
| 19.        | A harmadik tettes                                                 | 1974. augusztus 11.  | Vera Arndt és Jürgen Hübner                                                    | Ezt az epizódot Magyarországon mozikban mutatták be feliratosan. |
| 20.        | Egy Madonnával több                                               | 1979. február 2.     | Vera Arndt és Jürgen Hübner                                                    | |
| 27.        | A hirdetés                                                        | 1977. november 4.    | Jürgen Hübner és Lutz Subras                                                   | |
| 29.        | Az éjszakai taxi                                                  | 1976. október 6.     | Vera Arndt, Jürgen Hübner és Lutz Subras                                       | |
| 30A*       | Élt 13 évet                                                       | 2024. április 10.    | Peter Fuchs, Jürgen Hübner és Vera Arndt                                       | Az 1974-ben forgatott epizódot Németországban felsőbb utasításra betiltották, és csak 2011-ben mutatták be. Magyarországon a Derrick Club Hungary Facebook csoport mutatta be feliratosan. |
| 32.        | Eset tanúk nélkül                                                 | 1977. november 9.    | Vera Arndt, Jürgen Hübner és Lutz Subras                                       | |
| 37.        | Rendeljen rózsát!                                                 | 1978. március 7.     | Peter Fuchs és Lutz Subras                                                     | |
| 38.        | A fekete raktár                                                   | 1977. december 14.   | Peter Fuchs és Lutz Subras                                                     | |
| 40.        | Kulcs a betöréshez                                                | 1979. szeptember 22. | Peter Fuchs, Vera Arndt és Lutz Subras                                         | |
| 41.        | Szokatlan megbízatás                                              | 1979. március 2.     | Jürgen Hübner                                                                  | |
| 44.        | Bűntárs vagy áldozat?                                             | 1980. augusztus 26.  | Peter Fuchs, Vera Arndt és Lutz Subras                                         | |
| 45.        | Összeütközés                                                      | 1982. február 20.    | Peter Fuchs és Vera Arndt                                                      | |
| 47.        | Fárasztó magány                                                   | 1981. július 29.     | Peter Fuchs és Lutz Subras                                                     | |
| 48.        | Alibi egy éjszakára                                               | 1981. február 26.    | Peter Fuchs és Lutz Subras                                                     | |
| 49.        | A számvetés                                                       | 1979. október 26.    | Vera Arndt és Jürgen Hübner                                                    | |
| 51.        | Holló a hollónak                                                  | 1981. október 1.     | Peter Fuchs és Woltersdorf                                                     | |
| 53.        | Jelmezben és állarcban                                            | 1981. január 28.     | Jürgen Hübner                                                                  | |
| 54.        | Kettős játék                                                      | 1982. augusztus 17.  | Peter Fuchs és Woltersdorf                                                     | |
| 57.        | Hullámkeringő                                                     | 1981. szeptember 4.  | Jürgen Hübner                                                                  | |
| 58.        | Halálos illúzió                                                   | 2024. április 5.     | Jürgen Hübner                                                                  | Ezt az epizódot Magyarországon a Derrick Club Hungary Facebook csoport mutatta be feliratosan.                                                                                             |
| 62.        | Az utolsó út                                                      | 1989. május 25.      | Jürgen Hübner és Woltersdorf                                                   | |
| 63.        | Bosszú?                                                           | 1985. szeptember 24. | Peter Fuchs, Vera Arndt, Jürgen Hübner és Woltersdorf                          | |
| 65.        | Egyetlen másodperc                                                | 1985. december 1.    | Jürgen Hübner                                                                  | |
| 73.        | Ártalmatlan kezdet                                                | 2025. január 24.     | Peter Fuchs és Jürgen Hübner                                                   | Ezt az epizódot Magyarországon a Derrick Club Hungary Facebook csoport mutatta be feliratosan.                                                                                             |
| 74.        | A hallgatag férfi                                                 | 1984. szeptember 5.  | Jürgen Hübner és Manfred Bergmann                                              | |
| 78.        | Petra                                                             | 1985. április 13.    | Wolfgang Reichenbach                                                           | |
| 80.        | Baleset                                                           | 1985. október 1.     | Peter Fuchs                                                                    | |
| 81.        | A völgyben                                                        | 1985. szeptember 6.  | Jürgen Hübner                                                                  | |
| –          | Barátságos arcot kérünk!                                          | 1984. október 30.    | Peter Fuchs                                                                    | Németországban önálló filmként került forgalmazásba. |
| 83.        | A 13. apostol nyomában                                            | 1984. augusztus 15.  | Peter Fuchs és Vera Arndt                                                      | |
| 84.        | Nincs mindig napsütés                                             | 1988. április 9.     | Peter Fuchs, Vera Arndt, Jürgen Hübner és Lutz Zimmermann                      | |
| 85.        | Öncsalás                                                          | 1986. január 14.     | Jürgen Hübner                                                                  | |
| 87.        | Gyors pénz                                                        | 2025. június 20.     | Lutz Zimmermann                                                                | Ezt az epizódot Magyarországon a Derrick Club Hungary Facebook csoport mutatta be feliratosan.                                                                                             |
| 88.        | Örvényben                                                         | 1986. január 7.      | Jürgen Hübner és Lutz Zimmermann                                               | |
| 90–91.     | Nehéz évek I–II–(III).                                            | 1987. július 7–9.    | Wolfgang Reichenbach és Jürgen Hübner                                          | Eredetileg 2 részes epizód, azonban az MTV 3 részben sugározta. |
| 92.        | Kinn a tengeren                                                   | 1988. június 1.      | Jürgen Hübner                                                                  | |
| –          | Osztálytársak                                                     | 1987. február 25.    | Hannes Bergeman                                                                | Németországban önálló filmként került forgalmazásba. |
| 98.        | Csábítás                                                          | 1990. január 9.      | Peter Fuchs és Jürgen Hübner                                                   | |
| 99.        | Egy lépéssel több                                                 | 1989. március 30.    | Jürgen Hübner és Wolfgang Reichenbach                                          | Ezt az epizódot Magyarországon mozikban mutatták be feliratosan. |
| 102.       | Csellel és fortéllyal                                             | 1989. október 3.     | Peter Fuchs                                                                    | |
| 103.       | A nagy tehetség                                                   | 1988. január 21.     | Peter Fuchs, Lutz Zimmermann és Thomas Grawe                                   | Ezt az epizódot Magyarországon mozikban mutatták be feliratosan. |
| 116.       | Búcsúdal Lindának                                                 | 1991. április 24.    | Peter Fuchs, Jürgen Hübner, Lutz Zimmermann és Thomas Grawe                    | |
| 118.       | Rémületben                                                        | 1990. július 3.      | Thomas Grawe és Lutz Zimmermann                                                | |
| 123.       | A keresztrejtvény-eset                                            | 1991. április 3.     | Günter Beck és Thomas Grawe, mellékszereplőként: Peter Fuchs                   | |
| 133.       | Katharina                                                         | 2022. december 16.   | Thomas Grawe, Klaus König és Jürgen Hübner                                     | Ezt az epizódot Magyarországon a Derrick Club Hungary Facebook csoport mutatta be feliratosan.                                                                                             |
| 137.       | Hamis jázmin                                                      | 2023. november 10.   | Günter Beck és Thomas Grawe                                                    | Ezt az epizódot Magyarországon a Derrick Club Hungary Facebook csoport mutatta be feliratosan.                                                                                             |
| 142.       | Testvérek között (Nem azonos a Schimanski visszatér 6. részével!) | 2024. április 24.    | Peter Fuchs és Thomas Grawe / Horst Schimanski és Christian Thanner (Tetthely) | Ez a film a Rendőrség száma 110 és a Tetthely című sorozat összevont, közös epizódja, amit Magyarországon a Derrick Club Hungary Facebook csoport mutatott be feliratosan.                 |
| 149.       | Az üvegház                                                        | 2023. október 6.     | Günter Beck                                                                    | Ezt az epizódot Magyarországon a Derrick Club Hungary Facebook csoport mutatta be feliratosan.                                                                                             |
| 151.       | Halál telefonhívásra                                              | 2024. március 6.     | Thomas Grawe és Günter Beck                                                    | Ezt az epizódot Magyarországon a Derrick Club Hungary Facebook csoport mutatta be feliratosan.                                                                                             |
| 153.       | Thanner új munkája                                                | 2024. november 20.   | Peter Fuchs és Thomas Grawe, valamint Christian Thanner a Tetthelyből          | Ezt az epizódot Magyarországon a Derrick Club Hungary Facebook csoport mutatta be feliratosan.                                                                                             |

## Érdekességek
- Több NDK-s nyomozó az őket alakító színész keresztnevét kapta, pl.: Peter Fuchs – Peter Borgelt, Jürgen Hübner – Jürgen Frohriep, Lutz Zimmermann – Lutz Riemann, Wolfgang Dillinger – Wolfgang Dehler, Günter Beck – Günter Naumann, stb.
- A főnyomozókat alakító színészek közül többen is feltűntek más szerepekben korábbi, illetve későbbi epizódokban, pl.: Andreas Schmidt-Schaller, Günter Naumann, Jürgen Zartmann, stb.
- A 78. rész (Petra) egyik jelenetében egy magyar gyártmányú "Csengős Mozdony" nevű játékot lehet látni, amin még a "Csengős Mozdony" felirat is tökéletesen látható.
- A folytatásos 90–91. részt (Nehéz évek) a németek két részes változatban sugározták (101 + 84 perc), a magyarok viszont három részes változatban adták le (65 + 55 + 60 perc). Ebben a részben a Wolfgang Reichenbach nyomozót alakító Friedhelm Eberle kettős szerepet játszik, ugyanis a nyomozó mellett ő alakítja annak apját is, aki 34 évvel korábban rejtélyes módon tűnt el, és most előkerül a holtteste, emiatt kezdődik a nyomozás a gyilkos után. Az apa Reichenbach nyomozó visszaemlékezésein keresztül tűnik fel. A németeknél sugárzott kópia első része a múltbéli eseményekről, míg a második része a jelenben történő nyomozásról szól. Ez volt az első folytatásos része a sorozatnak, amit a NDK megalakulásának 35 éves évfordulója alkalmából készítettek. Az NDK-televízió 1984. június 29. és július 1-jén, az MTV 1987. július 7., 8. és 9-én sugározta először. További érdekesség, hogy az epizód főgonoszát Günter Naumann alakítja, aki a 123. résztől Günter Beck századosként a sorozat állandó szereplője lesz.
- A Gelb ist nicht nur die Farbe der Sonne (magyarul: A sárga nem csak a Nap színe), a Herbstzeit (magyarul: Őszi idő),  a Die lieben Luder (magyarul: Barátságos arcot kérünk!), a Klassenkameraden (magyarul: Osztálytársak), az Außenseiter (magyarul: Kívülálló), és a Kalter Engel (magyarul: Hideg angyal) című filmek a sorozathoz készültek, de aztán önálló filmként mutatták be őket. (A Barátságos arcot kérünk! című rész külön bemutatásában a fő okok között sorolták a drasztikus párbeszédeket, és a rendőrség hamis ábrázolását, továbbá ez a film megkapta a "vígjáték" jelzőt is). A későbbi ismétléseknél azonban egyes filmeket már a sorozat intrójával sugároztak. Az Alarm am See (magyarul: Riadó a tónál) is egy ilyen film volt, ami aztán később a sorozat 15. része lett, a többi film nem kapott sorszámot. Ezek közül idehaza a Barátságos arcot kérünk! és az Osztálytársak című filmeket mutatták be 1984. október 30-án és 1987. február 25-én, szintén önálló filmként.
- A sorozat egyik leghíresebb epizódja az 1988-as A keresztrejtvény-eset című 123. rész, amely az NDK történetének egyik leghíresebb bűnügyét, a hétéves Lars Bense 1981-ben Halle-Neustadtban történt szexuális meggyilkolását dolgozza fel, amikor az áldozat holttestét egy héttel az eset után találják meg a sínek mellett egy bőröndben, amit keresztrejtvényekkel béleltek ki, és mivel azok az egyetlen nyomok, így a rendőrség a  filmben látható módszerekkel szerzi az írásmintákat. Az eset Németországban Keresztrejtvény-gyilkosságként vált ismertté. A film nagyjából követi a valós eseményeket, de a cselekményt áthelyezték Berlinbe, és a forgatás évébe. Másik hasonló epizód az 1991-es Mit dem Anruf kommt der Tod (magyarul: Halál telefonhívásra) című 151. rész, amely a Marzahni telefongyilkos esetét dolgozza fel, aki 1986-1987-ben főleg Berlin-Marzahn területén telefonon az Uránia televíziós társaság munkatársának kiadva magát úgy tett, mintha tudományos kísérleteket végezne, és ezzel gyerekeket potenciálisan végzetes cselekmény elkövetésére, a nőket pedig szexuális aktusokra győzte meg. Az epizódok további érdekessége, hogy mindkettőnél ugyanazok a nyomozók dolgoznak, és ráadásul a 151. részben a felettesük említést tesz arról, hogy annak idején nagyon sikeresen oldották meg a Keresztrejtvény-esetet, ami a 123. résznek a témája.
- A 12. részt (Azon az éjszakán), a 19. részt (A harmadik tettes), a 99. részt (Egy lépéssel több), és a 103. részt (A nagy tehetség) idehaza mozikban mutatták be 1974. június 13-án, 1974. augusztus 11-én, 1989. március 30-án és 1988. január 21-én. A 12. részt szinkronosan, a maradék 3 részt feliratosan mutatták be.
- A 134. résznek (Der Tod des Pelikan (magyarul: A pelikán halála)) Nyertes Zsuzsa volt az egyik főszereplője.
- A 229. részben (Seestück mit Mädchen (magyarul: Tengeri környezet lányokkal) Ernyey Béla is szerepet kapott.
- Az újraegyesítés után készültek olyan részek, amelyek kapcsolódtak a  Tetthelyhez. Ezek részletesen:
  - A 142. részben (Unter Brüden (magyarul: Testvérek között)) Peter Fuchs és Thomas Grawe közösen nyomoznak a másik sorozat Horst Schimanski (Götz George) és Christian Thanner (Eberhard Feik) nyomozóival. Az epizód főcíme a két sorozat összevont főcíme volt (csak ez az epizód volt, ami kimondottan összevont epizód). 1990. október 28-án sugározták először. (A Tetthelyben ez az epizód a 235. sorszámot kapta).
  - A 153. részben (Thanners neuer Job (magyarul: Thanner új munkája)) szerepet kapott a Tetthelyből jól ismert Eberhard Feik által alakított Christian Thanner felügyelő, de ebben Schimanski nélkül szerepelt. (Ez volt a sorozat utolsó olyan epizódja, amit a DFF csatorna készített, valamint a Peter Fuchs nevű főnyomozót alakító Peter Borgelt utolsó epizódja is (20 év alatt 85 ügy). Eredetileg ezt a részt szánták a sorozat záró epizódjának, ezt követően a sorozat két évig szünetelt, majd 1993-ban új arculattal indult újra, immár az ARD csatornán. További érdekesség, hogy az epizód bemutatója 1 héttel megelőzte a Tetthely 252. részének a bemutatóját, amely epizód Schimanski és Thanner utolsó közös epizódja volt).
  - A 273. részben (Die Mutter von Monte Carlo (magyarul: Monte Carlo anyja)) vendégszerepelt a Jörg Schüttauf által alakított Fritz Dellwo felügyelő, aki akkor a Tetthely frankfurti nyomozója volt.
  - A 353. részben (Wendemanöver II. (magyarul: Kanyarodási manőver II.)) az epizód vége felé a rendőrök megemlítik, hogy egy Tschiller nevű úr telefonált Hamburgból. (A Til Schweiger által alakított hamburgi Tetthelyes nyomozó.)
  - 1993-1995-ben a Bavaria Stúdió Tatort – Einsatz, der ostern team (magyarul: Tetthely – A keleti csapat bevetése) címmel egy 22 részes sorozatot forgatott, amely a Tetthely és a Rendőrség száma 110 közötti áthallás volt. A főszereplője a Jaecki Schwarz által alakított Herbert Schmücke főfelügyelő volt, társa egy George Szöts nevű erdélyi magyar felügyelő, akit Gyevát Ottó alakított. A 22 rész kísérlet volt, egyszer le is adta az ARD és az ORF. A szériától szokatlan módon az epizódok szorosan kötődtek egymáshoz, és az utolsó rész cliffhangerrel ért véget, ezért nem kínálták eladásra, és ezért vonult a sorozat illegalitásba. A Bavaria elégedett volt a sorozattal, de néhány héttel később, a Rendőrség száma 110 "előléptette" Schmücke-t, a krimipiacon meg elindult a bulvárosodás. A 2010-es években még terveztek egy amolyan "20 év múlva" folytatást.[4]
- A sorozat legkedveltebb nyomozója az Andreas Schmidt-Schaller által alakított Thomas Grawe volt, akit először a 103. részben ismerhetett meg a közönség, de maga a színész már 5 korábbi epizódban is látható volt más szerepekben. Thomas Grawe volt az első olyan nyomozója a sorozatnak, akinek a magánéletével is foglalkoztak. A sorozat miatt Andreas Schmidt-Schaller megkapta a "Kelet-német Schimanski" becenevet, sőt a "Testvérek között" című közös epizódban Grawe és Schimanski (Götz George) együtt is nyomoztak. Thomas Grawe feltűnik a Der Staatsanwalt hat das Wort (magyarul: Az ügyészé a szó) című sorozat 118. részében.
- A Jürgen Frohriep által alakított Jürgen Hübner nyomozó feltűnik az 1974-es Der Leutnant vom Schwanenkietz (magyarul: Schwanenkietz hadnagy) című 3 részes sorozatban.
- Jürgen Frohriep utoljára a Keine Liebe, kein Leben (magyarul: Nincs szerelem, nincs élet) című 165. részben alakítja Jürgen Hübner nyomozót, aminek a forgatását 1993 júliusban fejezték be. Jürgen Frohriep pár nappal utána, 1993. július 13-án elhunyt. Az epizódot csaknem másfél évvel a halála után, 1994. november 6-án mutatták be.
- Az 1974-ben forgatott Im Alter von… (magyar címén: Élt 13 évet) (Az epizód Erwin Hagedorn, egy NDK-s pedofil gyilkos esete alapján készült) című epizódot 1975. február 23-án tervezték műsorra tűzni (a 30. sorszámot kapta volna meg), de az NDK televízió műsorvezetőinek parancsára megsemmisítették, egy hang nélküli kameranegatív viszont az erősen vágott változatról a rossz felcímkézésnek köszönhetően megmenekült, így ez alapján 2011-ben felújították az epizódot, és szinkronizálták. Mivel az akkori szereplők többsége már elhunyt vagy túl öregnek tűnt, a sorozat jelenlegi és volt biztosai és nyomozói szinkronizálták őket, pl.: Jürgen Frohriep Andreas Schmidt-Schaller hangján szólal meg. Először 2011. június 23-án került adásba, és 1,89 millió néző látta (a 319. és 320. rész között mutatták be, de hivatalos sorszámot nem kapott, az IMDb-n ennek ellenére a 40. évad 5. részeként szerepel). Magyarországon a Derrick Club Hungary Facebook csoport mutatta be feliratosan, 2024. április 10-én, ők az eredetileg tervezett számozás előtt tisztelegve a 30A sorszámot adták neki.
- A Rosis Mann (magyarul: Rosi férje) című epizód, ami Peter Fuchs kapitány (Peter Borgelt) és Lutz Zimmermann hadnagy (Lutz Riemann) ügye volt szintén egy betiltott epizód. Az epizód forgatása 1984. március 11. és április 30. között zajlott a DEFA és mások által Berlinben és a környéken, valamint Magdeburgban, és teljesen adásra kész állapotban volt. A filmet eredetileg 1984-ben mutatták volna be, de mivel három színész illegálisan elhagyta Kelet-Németországot a forgatás befejezése után, de még a tervezett adási időpont előtt, így az egész filmet láthatóan megsemmisítették.
- Az újraegyesítés óta rendhagyóan ismétlődnek az epizódok az ARD és a 3Sat csatornákon, viszont Németországban egyes epizódok elveszettnek minősülnek, vagy csak töredékekben léteznek: 
  - 2. rész: Nyomozás az ócskavas körül (1971) Németországban csak töredékekben érhető el, összesen 15 percben. A Magyar Televízió 1974. június 18-án sugározta.
  - 3. rész: A maszk (1972) a német változata teljesen elveszett, szovjet kópián viszont megmaradt, ezenkívül a Magyar Televízió is sugározta 1975. november 4-én.
  - 33. rész: The Specialist (1975) Németországban jelenleg csak hang nélkül érhető el, ezért ott nem sugározható.
- A hirdetés című 27. részt Németországban évekig elveszettnek hitték, majd 2010-ben előkerült egy negatívja, amit digitálisan felújítottak.
- Az 1994. szeptember 18-án bemutatott Samstags, wenn Krieg ist (magyarul: Szombaton, amikor háború van...) című 163. részt 2002-ig többször megismételték, majd a túlzott brutalitások miatt 2006-ban az epizódot betiltották, és csak 10 évvel később, 2016. január 16-án ismételték meg újra.
- Az ORF által készített epizódok a Polizeiruf 133 (A rendőrség száma 133) címet kapják, mivel Ausztriában más a segélyhívó száma.
- Az MTV az epizódokat önálló filmként mutatta be, a műsorújságokban csak az epizód címe volt feltüntetve, időnként a leírásban a sorozat címét is megemlítették, ennek ellenére a kezdeti fekete-fehér részek elején és végén elhangzott a sorozat címe is, a színes részeknél már elmaradt, ennek oka feltehetően az volt, hogy a színes epizódoktól már rendszerint a főcímben csak "110" felirat volt látható, míg korábban a főcímekben rendesen a "Polizeiruf 110" (A rendőrség száma 110) felirat volt látható.
- A Derrick Club Hungary Facebook csoportnak köszönhetően több olyan epizód került feliratosan bemutatásra, amiket idehaza eddig még nem vetítettek, illetve olyan epizódok, amelyeket ugyan sugárzott az MTV, de a szinkronjukat még nem sikerült fellelni.

## Fordítás
- Ez a szócikk részben vagy egészben  a   Polizeiruf 110 című német Wikipédia-szócikk fordításán alapul.  Az eredeti cikk szerkesztőit annak laptörténete sorolja fel. Ez a jelzés csupán a megfogalmazás eredetét és a szerzői jogokat jelzi, nem szolgál a cikkben szereplő információk forrásmegjelöléseként.
- Ez a szócikk részben vagy egészben  a   Polizeiruf 110 című holland Wikipédia-szócikk fordításán alapul.  Az eredeti cikk szerkesztőit annak laptörténete sorolja fel. Ez a jelzés csupán a megfogalmazás eredetét és a szerzői jogokat jelzi, nem szolgál a cikkben szereplő információk forrásmegjelöléseként.